# Takanobu Komiyama
Takanobu Komiyama (小宮山 尊信, Komiyama Takanobu) est un footballeur japonais né le 3 octobre 1984. Il évolue au poste de défenseur.

## Biographie
Takanobu Komiyama remporte la médaille d'or à l'Universiade d'été de 2005 avec le Japon.
En club, il joue en faveur du Yokohama F. Marinos puis du Kawasaki Frontale.